# George Engelmann
George Engelmann (Fráncfort del Meno, 2 de febrero de 1809 - San Luis (Misuri), 4 de febrero de 1884) fue un médico y botánico de origen alemán, nacido en Fráncfort del Meno, ya a los quince se apasiona por la Botánica, pero estudia Medicina obteniendo su doctorado en 1831. Emigra a EE. UU. en 1832, falleciendo en Saint-Louis, Misuri. Allí desarrolló la mayor parte de su carrera profesional.
Desarrolla una granja en Illinois, luego va a St. Louis donde se establece practicando la medicina. En 1840 visita Alemania, donde se casa con una prima, Dorothea Horstmann, retornando juntos a EE. UU. (Su hijo George Julius Engelmann fue un notable ginecólogo.)
Sus estudios sobre Biología y Botánica lo hicieron operar observaciones meteorológicas desde 1836 hasta su muerte. Fue el primero en señalar que las viñas americanas estaban inmunizadas contra la filoxera. Estudió largamente la flora local, interesándose en particular por las cactáceas, los robles y las coníferas.

## Algunas publicaciones
Botánica
- De Antholysi Prodromus. Dissertatio inauguralis phytomorphologica. Frankfurt am Main 1832, (online)
- A Monography of North American Cuscutineae. In: American Journal of Science and Arts. Band 43, 1842, S. 333–345, (online)
- Catalogue of a collection of Plants made in Illinois and Missouri. by Charles A. Geyer; with critical remarks, &c. En: American Journal of Science and Arts 46, 1844, pp. 94–104, (online)
- Plantae Lindheimerianae: An Enumeration of the Plans collected in Texas, and distributed to Subscribers, by F. Lindheimer, with Remarks, and Descriptions of new Species, &c. En: Boston Journal of Natural History 5, 1845, pp. 210–264, (online). Con Asa Gray
- Botanical Appendix. En: Friedrich Adolph Wislizenus: Memoir of a Tour to Northern Mexico: Connected with Col. Doniphan's Expedition, in 1846 and 1847. Tippin & Streeper, Washington 1848, pp. 87–115, (online)
- [Cactaceae]. En: William Hemsley Emory: Notes of a Military Recomnoissance from Fort Leavenworth, in Missouri, to San Diego in California. Wendell & Benthuysen, Washington 1848, pp. 155–159, (online)
- Systematic Arrangement of the Species of the Genus Cuscuta, with critical Remarks on old species and Descriptions of new ones. En: Trans. of the Academy of Science of St. Louis 1, 1859, PP. 453–523, (online)
- Notes on the Cereus giganteus of South Eastern California and some other Californian Cactaceae. En: Am. J. of Science and Arts (2ª época) 14, 1852, pp. 335–339, y p. 446, (online)
- Further Notes on Cereus giganteus of Southeastern California, with a short account of another allied species of Sonora. En: Am. J. of Science and Arts (2ª época) 17, 1854, pp. 231–235, (online)
- Description Of The Cactaceae. En: Route near the thirty-fifth parallel explored by Lieutenant A. W. Whipple, Topographical Engineers, in 1853 and 1854, 4 ( 5), Report Of The Botany Of The Expedition, B. Tucker, Washington 1856, S. 27–58, (online). Con John Milton Bigelow
- Cactaceae of the Boundary. En: United States and Mexican Boundary Survey, under the Order of Lietu. Col. W. H. Emory, Major first Cavalry, and United States Commissioner 2 ( 1), Cornelius Wendell, Washington 1859, (online) Archivado el 28 de abril de 2015 en Wayback Machine.
- Cactaceae. En: Report upon the Colorado River of the West, explored in 1857 and 1858 by Lieutenant Joseph C. Ives, Corps of Topographical Engineers under the direction of the Office of explorations and surveys, A. A. Humphreys, Captain Topographical Engineers, in charge; By order of the Secretary of War. Government Printing Office, Washington 1861, Botany, pp. 12–14, (online)
- Euphorbiaceae. En: Report upon the Colorado River of the West, explored in 1857 and 1858 by Lieutenant Joseph C. Ives, Corps of Topographical Engineers under the direction of the Office of explorations and surveys, A. A. Humphreys, Captain Topographical Engineers, in charge; By order of the Secretary of War. Government Printing Office, Washington 1861, Botany, pp. 26–27, (online)
- A Revision of the North American Species of the Genus Juncus, with a Description of new or imperfectly known Species. En: Trans. of the Academy of Science of St. Louis 2, 1868, pp. 424–498, y p. 590, (online)
- Notes on the Genus Yucca. En: Trans. of the Academy of Science of St. Louis 3. 1873, pp. 17–64, (online)
- Notes on Agave. En: Trans. of the Academy of Science of St. Louis 3, 1878, pp. 291–322, (online)
- About the Oaks of the United States. En: Trans. of the Academy of Science of St. Louis 3, 1876/1877, pp. 372–400, y p. 539–543, (online)
- The genus Isoetes in North America. En: Trans. of the Academy of Science of St. Louis 4, 1882, pp. 358–390, (online)
- The true Grape Vines of the United States. En: Bush & Son & Meissner: Illustrated Descriptive Catalogue of American Grape Vines. A Grape Growers' Manual. 3.ª ed. R. P. Studley & Co. St. Louis 1883, pp. 9–20, (en línea).
- The Diseases of Grape Vines. En: Bush & Son & Meissner: Illustrated Descriptive Catalogue of American Grape Vines. A Grape Growers' Manual. 3ª ed. R. P. Studley & Co. St. Louis 1883, pp. 47–48, (online)
- William Trelease, Asa Gray (eds.) The botanical works of the late George Engelmann, collected for Henry Shaw, esq. J. Wilson and Son, Cambridge (MA) 1887, (online). Póstumo

Meteorología
- Fall of Rain in St. Louis During Twenty Three Years - 1839 to 1861. En: Trans. of the Academy of Science of St. Louis 2 ( 1), 1861, pp. 75, (online)
- Fall of Snow (melted) in St. Louis in 23 Years, from 1839 to 1861. En: Trans. of the Academy of Science of St. Louis 2 ( 1), 1861, pp. 76, (online)
- Fall of Rain (including melted Snow) in St. Louis, from 1839 to 1861. En: Trans. of the Academy of Science of St. Louis 2 ( 1), 1861, pp. 77–79, (online)
- Altitude of Pike's Peak and other points in Colorado Territory. En: Trans. of the Academy of Science of St. Louis 2 ( 1), pp. 126–133, (online)
- The mean and extreme daily Temperatures in St. Louis during forty seven years, as calculated from daily observations. En: Trans. of the Academy of Science of St. Louis 4, 1883, pp. 496–508, (online)

Otros
- Das Westland. Nordamerikanische Zeitschrift für Deutschland. Heidelberg 1837. Como escritor y editor asociado

## Literatura
- Edgar S. Anderson. Godfather of the Garden. En: Washington University Magazine 39, 1969, pp. 38–43
- Richard G. Beidelman. George Engelmann, Botanical Gatekeeper of the West. En: Horticulture 48 ( 4), 1970, pp. 42–43, 52–53, 56–58
- William G. Bek. George Engelmann, Man of Science. 1929
- * Part I. En: Missouri Historical Review 23 ( 2), enero 1929, pp. 167–206, (online)
- * Part II. En: Missouri Historical Review 23 ( 3), abril 1929, pp. 427–446, (online)
- * Part III. En: Missouri Historical Review 23 ( 4), julio 1929, pp. 517–535, (online)
- * Part IV. En: Missouri Historical Review 24 ( 1), octubre 1929, pp. 66–86, (online)
- Howard Elkinton. George Engelmann – Greatly Interested in Plants. En: The American-German Review 12, agosto 1946, pp. 16–21
- Jerome Jansma, Harriet H. Jansma. George Engelmann in Arkansas Territory. En: The Arkansas Historical Quarterly 50 ( 3), 1991, pp. 225–248, JSTOR:40038186
- Jerome Jansma, Harriet H. Jansma. Engelmann Revisits Arkansas, the New State. En: The Arkansas Historical Quarterly 51 ( 4), 1992, pp. 328–356, JSTOR:40024100
- Barbara Lawton. George Engelmann, 1809–1884. Scientific father of the Garden. En: Missouri Botanical Garden Bull. 56 ( 6), St. Louis 1968, pp. 10–17, (online)
- Michael Long. George Engelmann and the Lure of Frontier Science. En: Missouri Historical Review 89 ( 3), 1995 pp. 251–268, (online)
- Maxwell Tylden Masters. The Late Dr. Engelmann. En: Nature 29 ( 756), 24 de abril de 1884, pp. 599, DOI:10.1038/029599a0
- Larry W. Mitich. The Odyssey of Dr. George Engelmann. En: Excelsa 4, 1974. pp. 31–39
- Paula Rebert. George Engelmann of St. Louis and his Contributions to Western Geography. En: Terrae Incognitae 32 ( 1), 2000, pp. 55–66
- Charles Sprague Sargent. Botanical Papers of George Engelmann. En: Bot. Gazette 9 ( 5), 1884, pp. 69–74, JSTOR:2995110
- Elizabeth A. Shaw. Changing Botany in North America: 1835–1860 The Role of George Engelmann. En: Ann. of the Missouri Bot.l Garden 73 ( 3), 1986, pp. 508–519, JSTOR:2399190
- Oscar H. Soule. Dr. George Engelmann: The First Man of Cacti and a Complete Scientist. En: Ann. of the Missouri Botanical Garden 57 ( 2), 1970, pp. 135–144, JSTOR:2395105
- Patricia P. Timberlake. George Engelmann, 1809–1884: Early Missouri Botanist. En: Missouri Folklore Society J. 10, 1988 (Special Issue, Traditional Uses of Native Plants in Missouri), pp. 1–8.
- Steven J. Wolf. George Engelmann Type Specimens in the Herbarium of the Missouri Botanical Garden. En: Ann. of the Missouri Botanical Garden 75 ( 4), 1988, pp. 1608–1636, JSTOR:2399304.

Biografías
- [Anónimo]. Sketch of George Engelmann, M.D. En: Popular Science Monthly 29, junio 1886, pp. 260–265, (online)
- Lawrence O. Christensen, Gary R. Kremer, William E. Foley, Kenneth H. Winn (eds.) Dictionary of Missouri Biography. University of Missouri Press, 1999, ISBN 0-8262-1222-0, pp. 284–286
- Asa Gray. George Engelmann. En: Proc. of the American Academy of Arts and Sci. 19, Boston 1884, pp. 516–522, (online)
- M. L. Gray, F. E. Nipher. [February 18, 1884]. En: Trans. of the Academy of Science of St. Louis 4, 1886, pp. XC–XCV, (online)
- Gustav Körner. Das deutsche Element in den Vereinigten Staaten von Nordamerika, 1818–1848. A. E. Milde & Co. Cincinnati 1880, pp. 327–331, (online)
- Heinrich Armin Rattermann: Dr. med. Georg Engelmann. In: Der Deutsche Pionier. Band 16, 1884–1885, S. 260–267, pp. 311–318, S. 361–371
- Enno Sander. George Engelmann. En: Trans. of the Academy of Science of St. Louis 4, 1886, pp. 1–18, (en línea)
- [Charles Sprague Sargent]: George Engelmann. En: Bull. of the Torrey Botanical Club 11 ( 4), 1884, pp. 38–41, JSTOR:2476345.
- [Charles Sprague Sargent]: Georg Engelmann. En: Science 3 ( 61), 4 de abril de 1884, pp. 405–408, DOI:10.1126/science.ns-3.61.405
- Karl Schumann. Lebensbeschreibungen berühmter Kakteenkenner. Georg Engelmann. En: Monatsschrift für Kakteenkunde 9 ( 10), 1899, pp. 145–148, (online)
- Ignaz Urban. George Engelmann. En: Berichte der Deutschen Botanischen Gesellschaft 2, 1884, pp. XII–XV.
- Charles Abiathar White. Memoir of George Engelmann, 1809–1884. En: Biographical Memoirs of the National Academy of Science. Vol. IV, Washington 1902, pp. 1–21, (pdf).
- Ernst Wunschmann. Engelmann, Georg. En: Allgemeine Deutsche Biographie (ADB). Vol. 48, Duncker & Humblot, Leipzig 1904, pp. 376–378

Cartas
- [Anónimo]. Formative Days of Mr. Shaw’s Garden. En: Missouri Botanical Garden Bulletin 30 ( 5), 1942, pp. 100–110, (online)
- Minetta Altgelt Goyne.  Letters to George Engelmann. Texas A&M University Press, Tamu (Texas) 1991, ISBN 0-89096-457-2 (encuadernado) y ISBN 1-58544-021-3 (de bolsillo)
- John Thomas Lee. Josiah Gregg and Dr. George Engelmann. En: Proc. of the Am. Antiquarian Society 41 ( 4), 1931, pp. 355–404
- Michael T. Stieber, Carla Lange. Augustus Fendler (1813–1883), Professional Plant Collector: Selected Correspondence with George Engelmann. En: Ann. of the Missouri Botanical Garden 73 ( 3), 1986, pp. 520–531, JSTOR:2399191

Otros
- G. Bäcker, F. Engelmann. Die kurpfälzischen Familien Engelmann und Hilgard. 1958 mit einer Ergänzung von 1983, St. Clair County Historical Society, Belleville (Illinois)
- Ada M. Klett. Belleville Germans Look At America (1833–1845). En: Journal of the Illinois State Historical Soc. 40 ( 1), marzo 1947, pp. 23–37, JSTOR
- Joseph Raimar. Die kurpfälzische Familie Engelmann. En: Pfälzische Genealogie. 1952, pp. 17–28
- Cornelia Marschall Smith. Meusebach-Engelmann-Lindheimer. En: Texas Journal of Science. Heft 34, 1982

## Honores

### Eponimia
Con su nombre se bautizaron más de 260 especies, como:
- (Agavaceae) Hesperaloe engelmannii Krauskopf ex Baker[1]

- (Apiaceae) Lomatium engelmannii Mathias[2]

- (Asteraceae) Aster engelmannii (D.C.Eaton) A.Gray[3]

- (Brassicaceae) Lesquerella engelmannii (A.Gray) S.Watson[4]

- (Euphorbiaceae) Chamaesyce engelmannii (Boiss.) Soják[5]

- (Pinophyta) Picea engelmannii Parry ex Engelm.[6] pino de Engelmann

- La abreviatura «Engelm.» se emplea para indicar a George Engelmann como autoridad en la descripción y clasificación científica de los vegetales.[7]